# Wet gelijke behandeling op grond van handicap of chronische ziekte
De Wet gelijke behandeling op grond van handicap of chronische ziekte (Wgbh/cz) is een Nederlandse wet die op 1 december 2003 in werking is getreden. Volgens de WGBH/CZ is discriminatie wegens handicap of chronische ziekte verboden bij het aanbieden van werk, huisvesting, goederen en diensten. Het verbod van onderscheid houdt onder meer in dat degene tot wie dit verbod zich richt gehouden is naargelang de behoefte doeltreffende aanpassingen te verrichten, tenzij deze voor hem een onevenredige belasting vormen. Onder het verrichten van doeltreffende aanpassingen wordt in ieder geval verstaan het toelaten van assistentiehonden.
Doel van de wet is discriminatie van mensen met een handicap of chronische ziekte tegen te gaan. In aanvang was de wet alleen van toepassing op arbeid maar sinds de invoering in 2003 is de reikwijdte van de wet uitgebreid, sinds 2008 is onderscheid bij het aanbieden van huisvesting ook niet meer toelaatbaar. Iedereen die zich gediscrimineerd voelt vanwege zijn handicap of chronische ziekte kan zijn zaak voorleggen aan het College voor de Rechten van de Mens (CRM). Dit college onderzoekt de klacht en doet vervolgens uitspraak, deze uitspraak is een advies en is daarmee niet bindend. Houdt de aanbieder van werk, huisvesting, goederen of diensten zich niet aan het advies van het CRM dan kan de benadeelde naar de rechter stappen, een rechter kan wel een bindende uitspraak doen, de rechter hecht grote waarde aan een uitspraak van het CRM en zal deze meestal volgen. Voor het CRM kan iedereen zelf procederen, een advocaat in de arm nemen is niet verplicht.
Vanaf 14 juni 2016 is het verboden om onderscheid te maken bij het aanbieden of verlenen van toegang tot goederen of diensten, als dit gebeurt tijdens de uitoefening van een beroep of bedrijf.